# IV Premis Barcelona de Cinema
Els IV Premis Barcelona de Cinema foren els quarts Premis Barcelona de Cinema, predecessors dels Premis Gaudí, atorgats pel Col·legi de Directors de Cinema de Catalunya. L'entrega es va celebrar el 16 de febrer de 2006 al Gran Teatre del Liceu de Barcelona amb la presència de la consellera de Cultura, Caterina Mieras, el conseller primer, Josep Bargalló, i el president del Col·legi de Directors, Manuel Esteban, entre d'altres. La pel·lícula més guardonada va ser La vida secreta de les paraules d'Isabel Coixet.

## Premis i nominats per categoria
| Millor pel·lícula | Millor director |
| --- | --- |
| - La vida secreta de les paraules - Joves - Tapes - Princesas | - La vida secreta de les paraules per Isabel Coixet - Jaume Balagueró per Fràgils - Carles Torras i Ramon Térmens per Joves - Joaquim Jordà per Vint anys no és res - Ventura Pons per Amor idiota                                                            |
| Millor actor | Millor actriu |
| - Josep Maria Pou per Sévigné - Pau Roca per Joves - Eduard Fernández per Hormigas en la boca - Tim Robbins per La vida secreta de les paraules - Ángel de Andrés López per Tapes                                       | - Aina Clotet Fresquet per Joves - Anna Azcona per Sévigné - Candela Peña per Princesas - Elena Anaya per Fràgils - Elvira Mínguez per Tapes - Judit Uriach per Joves - Sarah Polley per La vida secreta de les paraules - Mònica López per L'habitant incert |
| Millor muntatge | Millor fotografia |
| - Jaume Martí i Farrés per Fràgils - Amat Carreras i Doll per Joves - Ignacio Pérez de Olaguer-Córdoba per Sévigné - Irene Blecua per La vida secreta de les paraules                                                   | - Xavi Giménez per Fràgils - Mario Montero per Amor idiota - Ángel Luis Fernández Herrero per Joves - Elisabeth Prandi per Sévigné - Jean-Claude Larrieu per La vida secreta de les paraules                                                                  |
| Millor pel·lícula documental | Millor director novell |
| - Cineastes contra magnats de Carlos Benpar - La doble vida del faquir d'Esteve Riambau i Elisabet Cabeza - Vint anys no és res de Joaquim Jordà                                                                        | - Ramon Térmens i Carles Torras per Joves - Guillem Morales per L'habitant incert - José Corbacho i Juan Cruz Benavente per Tapes - Luis de la Madrid per La monja                                                                                            |
| Millor guió | Millor música |
| - Isabel Coixet per La vida secreta de les paraules - Ramon Térmens i Carles Torras per Joves - Fernando León de Aranoa per Princesas - Marta Balletbò-Coll per Sévigné - José Corbacho i Juan Cruz Benavente per Tapes | - Xavier Oró, Pep Solórzano i Santos Martínez per Joves - Roque Baños per Fràgils - Alfons de Vilallonga i Serra per Princesas - Hal Hartley per La vida secreta de les paraules                                                                              |
| Millor curtmetratge | Millor Sèrie de Ficció en Format Televisiu |
| La ruta natural d'Àlex Pastor | - Porca misèria de Joel Joan |
| Premi Carles Duran de la crítica | |
| Miquel Iglesias i Bonns | |